# Condado de Elko
O Condado de Elko (em inglês:  Elko County) é um dos 16 condados do estado americano de Nevada e a sua sede é em Elko, fundado em 1869 e com a maior população.

## Geografia
De acordo com o United States Census Bureau, o condado possui uma área de 44 555 km², dos quais 44 470 km² estão cobertos por terra e 86 km² por água.

## Demografia
Segundo o censo nacional de 2010, o condado possui uma  população de 48 818 habitantes, e uma densidade populacional de 1,1 hab/km². É o quinto condado mais populoso de Nevada. Possui 19 566 residências, que resulta em uma densidade de 0,4 residências/km².
Das quatro localidades incorporadas no condado, Elko é a mais populosa e a mais densamente povoada, com 18 297 habitantes e 400,5 hab/km². Wells é a menos populosa, com 1 292 habitantes. De 2000 para 2010, a população de Carlin cresceu 9,6% e a de West Wendover reduziu em quase 7%. Apenas uma localidade possui população superior a 10 mil habitantes.